# مارفن باومغارتنر
مارفن باومغارتنر (13 يناير 1993 في سويسرا - ) هو لاعب كرة قدم سويسري في مركز الدفاع. شارك مع منتخب سويسرا تحت 16 سنة لكرة القدم ‏ ومنتخب السلفادور تحت 20 سنة لكرة القدم ومنتخب السلفادور تحت 21 سنة لكرة القدم ‏. أما مع النوادي، فقد لعب مع نادي زيورخ وريال موناركس.

## وصلات خارجية
- مارفن باومغارتنر على موقع قاعدة بيانات كرة القدم.إي يو (الإنجليزية)